# 조선뉴스프레스
조선뉴스프레스(영어: Chosun NewsPress)는 2010년 1월 월간조선사와 주간조선이 하나가 되면서 출범한 시사 미디어 기업이다.

## 자매지
조선뉴스프레스가 발행하는 잡지는 다음과 같다.
- 월간조선
- 주간조선
- Top Class
- Atti
- 월간산
- 마음건강길